# Nanatsu no Umi no Tico
Nanatsu no Umi no Tico (七つの海のティコ, ななつのうみのティコ) là bộ anime do Takagi Jun làm đạo diễn và Nippon Animation thực hiện như một phần của dự án Sekai Meisaku Gekijō (世界名作劇場, せかいめいさくげきじょう). Tác phẩm đã phát sóng tại Nhật Bản từ ngày 16 tháng 1 đến ngày 18 tháng 12 năm 1994. Cốt truyện xoay quanh cô bé Nanami Simpson, cô đến sống cùng cha vốn là một nhà sinh học trên một chiếc tàu sau khi mẹ cô qua đời. Cha của cô đang cố gắng tìm một loài cá voi phát sáng để bảo vệ chúng nên cả hai cùng thủy thủ đoàn đã lên đường đi vòng quanh khắp thế giới. Trên đường đi Nanami đã làm quen với một chú cá voi sát thủ và đặt tên là Tico, cô cũng đã học cách hít thở để dưới nước rất lâu, đồng thời các nhân vật khác cũng bắt đầu tham gia vào nhóm thủy thủ đoàn và được biết là một tổ chức cũng đang săn lùng giống cá voi phát sáng này vì mục đích lợi nhuận.
Bộ anime đã được dịch ra nhiều thứ tiếng để tiến hành phân phối và phát sóng trên các kênh truyền hình của nhiều nước khác nhau.

## Truyền thông

### Anime
Nippon Animation đã thực hiện bộ anime như một phần của dự án Sekai Meisaku Gekijō với sự đạo diễn của Takagi Jun. Đây là bộ anime đầu tiên và duy nhất (tính đến thời điểm hiện tại) trong dự án Sekai Meisaku Gekijō có cốt truyện của riêng mình chứ không phải là chuyển thể từ bất kỳ tác phẩm nào khác. Tác phẩm đã phát sóng tại Nhật Bản từ ngày 16 tháng 1 đến ngày 18 tháng 12 năm 1994 trên kênh Fuji TV với 38 tập, một tập đã được thêm vào khi phát sóng lại năm sau đó nâng tổng số tập lên 39. Hai tập đặc biệt, mỗi tập 45 phút tổng hợp các sự kiện trong bộ anime lại đã được thực hiện và phát sóng vào tháng 6 năm 2001 như một chương trình đặc biệt.
Bộ anime đã được dịch ra nhiều thứ tiếng để tiến hành phân phối và phát sóng trên các kênh truyền hình của nhiều nước khác nhau như Hàn Quốc, Philippines, Ý... Cloverway, Inc. đăng ký bản quyền phân phối tại châu Mỹ Latin còn Power International Multimedia Inc. đăng ký phân phối tại Đài Loan.

### Sách
Kodansha đã thực hiện việc phát hành một bộ sách hình với chủ đề về bộ anime gồm 10 tập từ tháng 3 năm 1994 đến tháng 1 năm 1995.

### Tiểu thuyết
Chuyển thể tiểu thuyết do Akira Hiroo thực hiện gồm 3 tập và Kadokawa Sneaker Bunko lo việc phát hành từ tháng 4 năm 1994 đến tháng 1 năm 1995.
Sōgen Yūmi cũng thực hiện một chuyển thể tiểu thuyết và đã được Takeshobo phát hành vào tháng 6 năm 2004 với 1 tập như một phần trong kế hoạch phát hành loạt chuyển thể các tác phẩm của dự án Sekai Meisaku Gekijō thành tiểu thuyết của nhà xuất bản này.
Có rất ít sự khác nhau giữ bộ anime và các bộ tiểu thuyết do chúng bám rất sát cốt truyện của bộ anime dù vậy sẽ có một số tên được gọi hơi khác.

### Drama CD
Forte Music Entertainment đã thực hiện một đĩa drama CD và Nippon Columbia đảm nhận việc phát hành vào ngày 21 tháng 8 năm 1994. Ngoài việc chứa đoạn drama thì đĩa còn chứa bài hát mở đầu và kết thúc của bộ anime.

### Âm nhạc
Bộ anime có hai bài hát chủ đề, một mở đầu và một kết thúc. Bài hát mở đầu có tên Sea Loves You và bài hát kết thúc có tên Twinkle Talk cả hai đều do Shinozuka Mayumi trình bày, đĩa đơn chứa hai bài hát đã phát hành vào ngày 21 tháng 2 năm 1994. Album chứa các bản nhạc dùng trong bộ anime đã phát hành vào ngày 01 tháng 12 năm 1994.
Album chứa các bài hát do các nhân vật trình bày đã phát hành vào ngày 01 tháng 8 năm 1994. Album chứa các bài hát do các nhân vật trình bày khác đã phát hành vào ngày 21 tháng 7 năm 1995 nhưng album này có các đoạn drama lồng trực tiếp vào các bản nhạc.
| Sea Loves You | Sea Loves You   | Sea Loves You |
| STT           | Nhan đề         | Thời lượng    |
| ------------- | --------------- | ------------- |
| 1.            | "Sea Loves You" |               |
| 2.            | "Twinkle Talk"  |               |

| Nanatsu no Umi no Tico Music Collection (七つの海のティコ Music Collection) | Nanatsu no Umi no Tico Music Collection (七つの海のティコ Music Collection) | Nanatsu no Umi no Tico Music Collection (七つの海のティコ Music Collection) |
| STT                                                                         | Nhan đề                                                                     | Thời lượng                                                                  |
| --------------------------------------------------------------------------- | --------------------------------------------------------------------------- | --------------------------------------------------------------------------- |
| 1.                                                                          | "Sea loves you"                                                             | 3:53                                                                        |
| 2.                                                                          | "大海原"                                                                    | 3:52                                                                        |
| 3.                                                                          | "ペペロンチーノ号"                                                          | 4:49                                                                        |
| 4.                                                                          | "ティコとナナミ"                                                            | 4:02                                                                        |
| 5.                                                                          | "大自然の驚異"                                                              | 3:31                                                                        |
| 6.                                                                          | "シェリル"                                                                  | 4:00                                                                        |
| 7.                                                                          | "ヒカリクジラ"                                                              | 2:47                                                                        |
| 8.                                                                          | "緊張感・危機"                                                              | 2:45                                                                        |
| 9.                                                                          | "勇気"                                                                      | 2:53                                                                        |
| 10.                                                                         | "ティコ"                                                                    | 2:02                                                                        |
| 11.                                                                         | "平和"                                                                      | 2:21                                                                        |
| 12.                                                                         | "不安"                                                                      | 2:12                                                                        |
| 13.                                                                         | "悲愴"                                                                      | 4:10                                                                        |
| 14.                                                                         | "ルコントの野望"                                                            | 2:35                                                                        |
| 15.                                                                         | "Twinkle Talk"                                                              | 3:58                                                                        |
| Tổng thời lượng:                                                            | Tổng thời lượng:                                                            | 49:50                                                                       |

| Nanatsu no Umi no Tico Song Collection (七つの海のティコ Song Collection) | Nanatsu no Umi no Tico Song Collection (七つの海のティコ Song Collection) | Nanatsu no Umi no Tico Song Collection (七つの海のティコ Song Collection) |
| STT                                                                       | Nhan đề                                                                   | Thời lượng                                                                |
| ------------------------------------------------------------------------- | ------------------------------------------------------------------------- | ------------------------------------------------------------------------- |
| 1.                                                                        | "Sea loves you"                                                           | 3:57                                                                      |
| 2.                                                                        | "いつまでも with you"                                                     | 4:06                                                                      |
| 3.                                                                        | "ラ・メール"                                                              | 5:42                                                                      |
| 4.                                                                        | "オーキードーキーマーチ"                                                  | 2:39                                                                      |
| 5.                                                                        | "海で会えるよ"                                                            | 5:54                                                                      |
| 6.                                                                        | "海は大きなワンダーランド"                                                | 4:24                                                                      |
| 7.                                                                        | "ぶらんこの歌"                                                            | 4:15                                                                      |
| 8.                                                                        | "Twinkle Talk"                                                            | 3:58                                                                      |
| Tổng thời lượng:                                                          | Tổng thời lượng:                                                          | 34:58                                                                     |

| 「七つの海のティコ」想い出の名場面集 | 「七つの海のティコ」想い出の名場面集 | 「七つの海のティコ」想い出の名場面集 |
| STT                                  | Nhan đề                              | Thời lượng                           |
| ------------------------------------ | ------------------------------------ | ------------------------------------ |
| 1.                                   | "Sea loves you"                      | 12:25                                |
| 2.                                   | "オーキードーキーマーチ"             | 6:22                                 |
| 3.                                   | "ぶらんこの歌"                       | 7:47                                 |
| 4.                                   | "いつまでもwith you"                 | 8:43                                 |
| 5.                                   | "ラ・メール"                         | 10:14                                |
| 6.                                   | "海は大きなワンダーランド"           | 9:07                                 |
| 7.                                   | "海で会えるよ"                       | 10:29                                |
| 8.                                   | "Twinkle Talk"                       | 3:57                                 |
| Tổng thời lượng:                     | Tổng thời lượng:                     | 1:09:08                              |